# Дурсун, Сердар
Сердар Дурсун (тур. Serdar Dursun; род. 19 октября 1991, Гамбург) — турецкий и немецкий футболист, нападающий клуба «Аланьяспор». За национальную сборную Турции сыграл 10 матчей, забил 7 голов.

## Клубная карьера
Дурсун родился и вырос в немецком Гамбурге, футболом начинал заниматься там же, в местных футбольных командах. Начинал в команде «Лорбер Ротенбургсорт», в двенадцать лет перешёл в «Форвертс-Ваккер», где провёл один год, а затем играл за «Конкордию». В возрасте 16 лет Сердар перевёлся в молодёжную команду клуба немецкой Бундеслиги «Ганновер 96». Два года Дурсун играл за молодёжный состав, затем ещё сезон за вторую команду клуба в региональной лиге.
В 2011 году 19-летний Дурсун принял предложение клуба турецкой Суперлиги «Эскишехирспор», желая попробовать себя на более высоком уровне. Изначально его брали на роль третьего нападающего в ротации состава, однако вскоре после прибытия Сердара в Турцию в клубе сменился тренер. Новый наставник клуба Михаэль Скиббе предпочитал делать ставку на других игроков, выпустив Дурсуна на поле лишь дважды за два сезона: в матче лиги и в кубковом матче. После этого нападающего дважды отдавали в аренду клубам первой турецкой лиги, «Шанлыурфаспор» и «Денизлиспор», но и там из-за высокой конкуренции он не смог проявить себя, играя нерегулярно и не демонстрируя высокой результативности. В 2014 году Сердар перешёл в клуб второй лиги Турции «Фатих Карагюмрюк», где провёл два сезона, играя регулярно, но без выдающихся результатов. Выступая в Турции, Дурсун взял себе прозвище «Златан» в честь шведского нападающего Златана Ибрагимовича, поскольку имел такой же высокий рост и старался играть в схожей манере.
В 2016 году Дурсун вернулся в Германию, заключив контракт с клубом второй Бундеслиги «Гройтер Фюрт». Там он провёл два года, сыграл 64 матча и забил 14 голов. Летом 2018 года его пригласил другой клуб второй Бундеслиги «Дармштадт 98», где он стал основным нападающим. Уже в первом сезоне Сердар ярко проявил себя, забив 11 голов и сделав семь голевых передач в 35 матчах лиги. В двух последующих сезонах его результативность продолжила улучшаться: в 2019/20 он забил 16 голов, а в 2020/21 стал лучшим бомбардиром Второй Бундеслиги с 27 забитыми голами.
Имея несколько предложений от клубов Бундеслиги, Дурсун в июне 2021 года предпочёл снова поиграть в Турции и в статусе свободного агента заключил контракт по схеме 3+1 с «Фенербахче». В своём первом сезоне он стал серебряным призёром Суперлиги и отметился в её розыгрыше 15 забитыми голами.

## Сборная
Хотя Дурсун родился в Германии, благодаря своему турецкому происхождению он получил гражданство Турции и право выступать за национальную сборную этой страны. Перед чемпионатом Европы 2020 года СМИ называли Дурсуна одним из кандидатов в сборную, однако тренер Шенол Гюнеш предпочёл сделать ставку на уже проверенных игроков. Свой шанс в сборной Сердар получил после назначения на должность главного тренера немца Штефана Кунца, который впервые вызвал нападающего в национальную команду. 11 октября 2021 года Дурсун дебютировал в составе сборной Турции, выйдя на замену в матче отборочного турнира к чемпионату мира с командой Латвии. В дебютном матче он отметился забитым голом. Дурсун продолжил забивать за сборную и в следующем матче с Гибралтаром, а в розыгрыше Лиги наций УЕФА 2022/2023 отметился четырьмя забитыми голами.

## Семья
Сердар Дурсун — сын турецких мигрантов. Его младший брат Серкан (род. 2001) также является футболистом, выступал в региональных лигах Германии.